# Зейн Грифф
Зейн Грифф (англ. Zaine Griff, настоящее имя Гленн Миккелсон — англ. Glenn Mikkelson, родился 4 октября 1957 года) — певец-композитор, являвшийся частью английской нововолновой сцены 1980-х годов. Зейн Грифф родился, получил образование и стал музыкантом в Новой Зеландии, но в 1970-х перебрался в Англию, где продолжил свою карьеру. Он сотрудничал с Линдсеем Кэмпом, Дэвидом Боуи, Уорреном Канном и Миджом Юром, Гэри Ньюманом, Кейт Буш,  Гансом Циммером, c группами The Human Instinct и The Kinks.

## Биография
Зейн Гриф рос и воспитывался в Новой Зеландии и на Таити, его родители по происхождению датчане . Он научился играть на гитаре в раннем возрасте. В начале 1970-х годов он присоединился к рок-группе The Human Instinct, где стал играть на бас-гитаре под именем Глен Миккелсон. В тот период времени группа записал два альбома The Hustler (1974) и Peg Leg (записан в 1975, выпущен только в 2002). К 1975 он ушёл из The Human Instinct и отправился в Лондон, где и продолжил свою музыкальную карьеру. Там он стал вокалистом и бас-гитаристом группы Baby Face и приступил к изучению пантомимы и движения вместе с Кейт Буш, Адамом Дариусом и Линдсеем Кемпом. Зейн Грифф ушёл из труппы Кемпа, когда та отправилась на гастроли в Австралию и остался в Лондоне, где он присоединился к группе Screemer, с которой выпустил два сингла "Interplanetary Twist" в 1976 и "In The City" в 1977. Грифф также принимал участие в записи альбома Misfits группы The Kinks в качестве бас-гитариста.
Крис Томпсон из группы Manfred Mann’s Earth Band помог ему записать первые демонстрационные ленты. В 1979, занявшись сольным творчеством, он сотрудничал с различными музыкантами, включая будущего кинокомпозитора Ганса Циммера и барабанщика группы Ultravox Уоррена Канна (имеется в виду нововолновый электронный проект Helden (с нем. — «Герои»), в котором работали вышеназванные музыканты, приглашёнными вокалистами были Зейн Грифф и Линда Хардим (из The Buggles), а также французская певица Ронни). Ганс Циммер и Уоррен Канн первоначально входили в группу, аккомпанирующую Зейну Гриффу на концертах.  Грифф выпустил два альбома: Ashes and Diamonds (1980) и Figures (1982). Альбом Ashes and Diamonds был спродюсирован Тони Висконти. На обоих альбомах Циммер записал партию клавишных. В записи второго альбома также принимала участие Кейт Буш: песня "Flowers" посвящена учителю танцев Линдсею Кемпу. Свой вклад  внёс и Юкихиро Такахаси из Yellow Magic Orchestra (композиция "This Strange Obsession") . Сингл "Tonight" достиг 54-й строки чарта Великобритании в феврале 1980, сингл "Ashes and Diamonds" попал на 68-е место в июне того же года.
В 1984 Зейн Грифф вернулся в Новую Зеландию, где он стал владельцем джазового клуба в Окленде. В январе 2010 Грифф приступил к записи третьего альбома. В 2011 году вышел альбом Child Who Wants The Moon.

## Дискография

### Студийные альбомы
- Ashes and Diamonds (1980)
- Figvres  (1982)
- Child Who Wants the Moon (2011)
- The Visitor (2013)
- Immersed (2014)
- Mood Swings (2016)

С группой The Human Instinct:
- The Hustler (Zodiac, 1974)
- Peg Leg (записан в 1975, выпущен в 2002)

С Helden (как приглашённый вокалист):
- Spies - (не выпущен)

### Синглы
С группой Screemer:
- "Interplanetary Twist" (Bell, 1976)
- "In The City" (Arista, август 1977)

Соло:
- "Tonight" -  (Automatic, февраль 1980)
- "Ashes and Diamonds" -  (Automatic, май 1980)
- "Figvres" -  (Polydor, июль 1982)
- "Swing" -  (Polydor, октябрь 1983)
- "Fahrenheit 451" (Polydor, 1983)

С Helden (как приглашённый вокалист):
- "Holding On" -  (1983)

С Кейт Буш
- "Flowers" -  (Polydor, сентябрь 1982)

### Прочее
С Юкихиро Такахаси и Ронни:
- "This Strange Obsession" на альбоме Юкихиро Такахаси What? Me Worry? (1982)

C Гэри Ньюманом:
- "The Secret" на альбоме Гэри Ньюмана Berserker (1984)